# Ringgau
Ringgau è un comune tedesco di 2 868 abitanti situato nel circondario di Werra Meißner, nel land dell'Assia, sulle rive del fiume Werra nella bassa catena montagnosa a sud diEschwege, tra la foresta della Turingia e il Hoher Meissner.

## Comuni costituenti
Ringgau è formato dall'unione dei villaggi di Datterode, Grandenborn, Lüderbach, Netra, Renda, Rittmannshausen e Röhrda. Quest'unione risale al 31 dicembre 1971.

## Storia
Fino al XIV secolo, l'area di Ringgau apparteneva alla Turingia, ma cambiava frequentemente di dominio, specialmente nella Guerra di Successione tra l'Assia e la Turingia, finendo poi per rimanere inclusa tra i domini dell'Assia dal 1436. Il paese crebbe d'importanza diventando un luogo di connessione tra Leipzig e Francoforte sotto il Sacro Romano Impero.